# Haasia largescutatum
Haasia largescutatum är en mångfotingart som först beskrevs av Pius Strasser 1935.  Haasia largescutatum ingår i släktet Haasia och familjen Haasiidae. Inga underarter finns listade i Catalogue of Life.